# Andréi Antrópov
Andréi Mijáilovich Antrópov (en ruso: Андрей Михайлович Антропов; Omsk, URSS, 21 de mayo de 1967) es un deportista ruso que compitió en bádminton para la URSS en las modalidades individual y dobles.
Ganó dos medallas en el Campeonato Europeo de Bádminton, plata en 1994 y bronce en 1988. Participó en dos Juegos Olímpicos de Verano, en los años 1992 y 1996, ocupando el quinto lugar en Atlanta 1996, en la prueba de dobles.

## Palmarés internacional
| Representando a la URSS |                          |                   |            |
| Campeonato Europeo      |                          |                   |            |
| Año                     | Lugar                    | Medalla           | Prueba     |
| 1988                    | Kristiansand (Noruega)   | Medalla de bronce | Individual |
| Representando a Rusia   |                          |                   |            |
| Campeonato Europeo      |                          |                   |            |
| Año                     | Lugar                    | Medalla           | Prueba     |
| 1994                    | Den Bosch (Países Bajos) | Medalla de plata  | Dobles     |